# Nur jedem das Seine
Nur jedem das Seine! Nur jedem das Seine! (À chacun son dû !), (BWV 163), est une cantate religieuse de Johann Sebastian Bach composée à Weimar en 1715 pour le vingt-troisième dimanche après la Trinité. Pour cette destination liturgique, deux autres cantates ont franchi le seuil de la postérité : les BWV 52 et 139. 
Le texte est tiré de Salomon Franck (mouvements un à cinq) et Johann Heermann (sixième mouvement)
La mélodie du chœur est basée sur les psaumes « Wo soll ich hin fliehen » et « Auf meine lieben Gott». La mélodie est basée sur un chant profane par Jacob Regnart (1540 {?} - 1599) intitulé « Venus, du und dein Kind seid alle beide blind » qui a été trouvé dans la collection Kurtzweilige teutsche Liedlein / nach Art der Neapolitanen oder welschen Villanellen à Nuremberg en 1574.
La cantate fut jouée le dimanche 24 novembre 1715 en la chapelle ducale de Weimar.

## Structure et instrumentation
La cantate est écrite pour deux violons, alto, deux violoncelles obligés, basse continue, quatre solistes vocaux (soprano, alto, ténor, basse) et chœur à quatre voix.
Il y a six mouvements :
1. aria (ténor) : Nur jedem das Seine
2. récitatif (basse) : Du bist, mein Gott, der Geber aller Gaben
3. aria (basse) : Lass mein Herz die Munze sein
4. récitatif (soprano, alto) : Ich wollte dir, o Gott, das Herze gerne geben
5. duo (soprano et alto) : Nimm mich mir und gieb mich dir
6. chœur : Fuhr auch mein Herz und Sinn